# Hillary Monahan
Hillary Monahan, ook bekend onder de pseudoniemen Eva Darrows en Thea De Salle, is een Amerikaans schrijfster. Ze is vooral bekend van haar debuut MARY: The Summoning, wat de New York Times-bestsellerlijst haalde. Ze schrijft youngadult-, horror-, urban fantasy- en romantische boeken.

## Biografie
Monahan beschrijft zichzelf als voornamelijk een horrorschrijfster. Haar vijfde youngadultboek, The Hollow Girl, is gebaseerd op haar Welsh-Romani-achtergrond.

### Als Hillary Monahan
Monahans eerste boek, MARY: The Summoning, is de eerste uit een serie en vertelt over een groep tieners die een geest probeert aan te roepen. De geest blijkt een Bloody Mary te zijn die de groep begint te achtervolgen. Het boek werd in 2014 door Disney-Hyperion uitgebracht en kwam direct binnen op plaats twee van de New York Times-bestsellerlijst. Het tweede deel, MARY: Unleashed, verscheen in 2015.
Monahans eerste fantasyboek voor volwassenen, Snake Eyes, is de derde in de serie Gods & Monsters. De twee voorgaande delen waren geschreven door Chuck Wendig en Steven Blackmoore. In Snake Eyes wordt verteld over Lamia, een vrouwelijke demon uit de Griekse mythologie, die haar moeder verlaat en vervolgens in een strijd met mythologische figuren verwikkeld raakt. Het boek werd in 2016 uitgebracht door Abaddon Books.
In haar vijfde boek, The Hollow Girl, vertelt ze over een Welshe tiener die op brute wijze wraak probeert te nemen op een jongen die haar verkracht heeft. Daarbij maakt ze gebruik van geweld en magie. Het boek verscheen in 2017 bij Delacorte.

### Als Eva Darrows
Haar eerste youngadultboek, The Awesome, schreef Monahan onder het pseudoniem Eva Darrows. Het boek werd in 2015 uitgebracht door Ravenstone en gaat over een zeventien jaar oude spokenjager die haar maagdelijkheid wil verliezen om uiteindelijk op vampieren te kunnen jagen. Publishers Weekly liet zich positief uit over het boek. Andere boeken van Monahan onder dit pseudoniem zijn:
- Dead Little Mean Girl (Harlequin Teen, 2017)
- Belly Up (Inkyard Press, 2019)

### Als Thea De Salle
Monahans eerste romantische boek voor volwassen, NOLA Nights, bestaat uit drie delen. Het eerste deel, The King of Bourbon Street, werd in 2017 gepubliceerd door Pocket Star. Monahan gebruikte voor dit boek het pseudoniem Thea de Salle.
De andere twee boeken uit de serie zijn The Queen of Dauphine Street (2017) en The Lady of Royale Street (2017).

### Korte verhalen
Monahan heeft een verhaal ingediend voor His Hideous Heart, een serie uit 2019 van Dahlia Adler die verhalen van Edgar Allan Poe opnieuw verteld. Andere schrijvers in de serie zijn onder andere Kendare Blake, Rin Chupeco, Lamar Giles, Tiffany Jackson en Stephanie Kuehn. De serie is verschenen bij Flatiron Books. 